# Siwalik

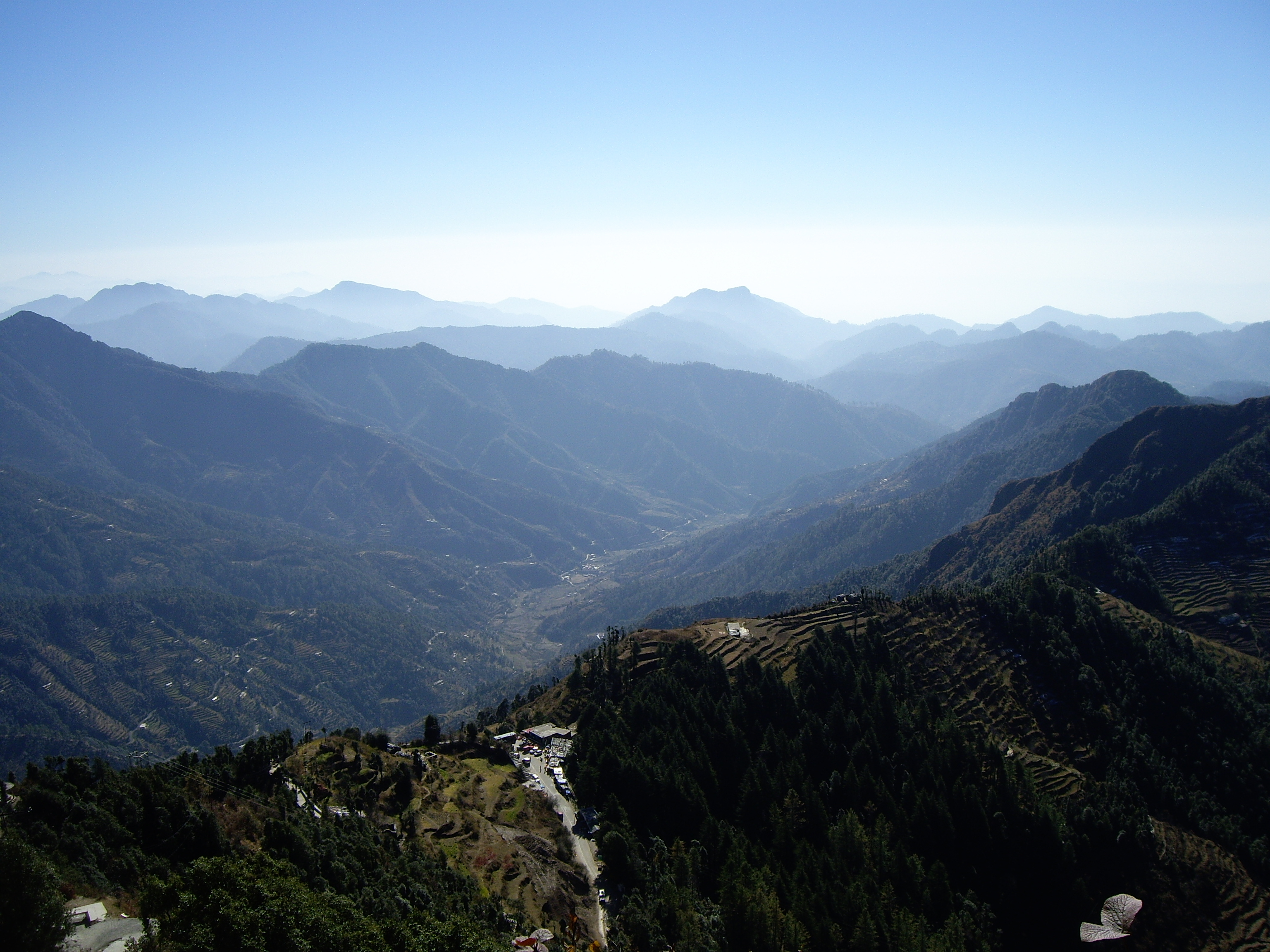
Vitsa de la cordillera

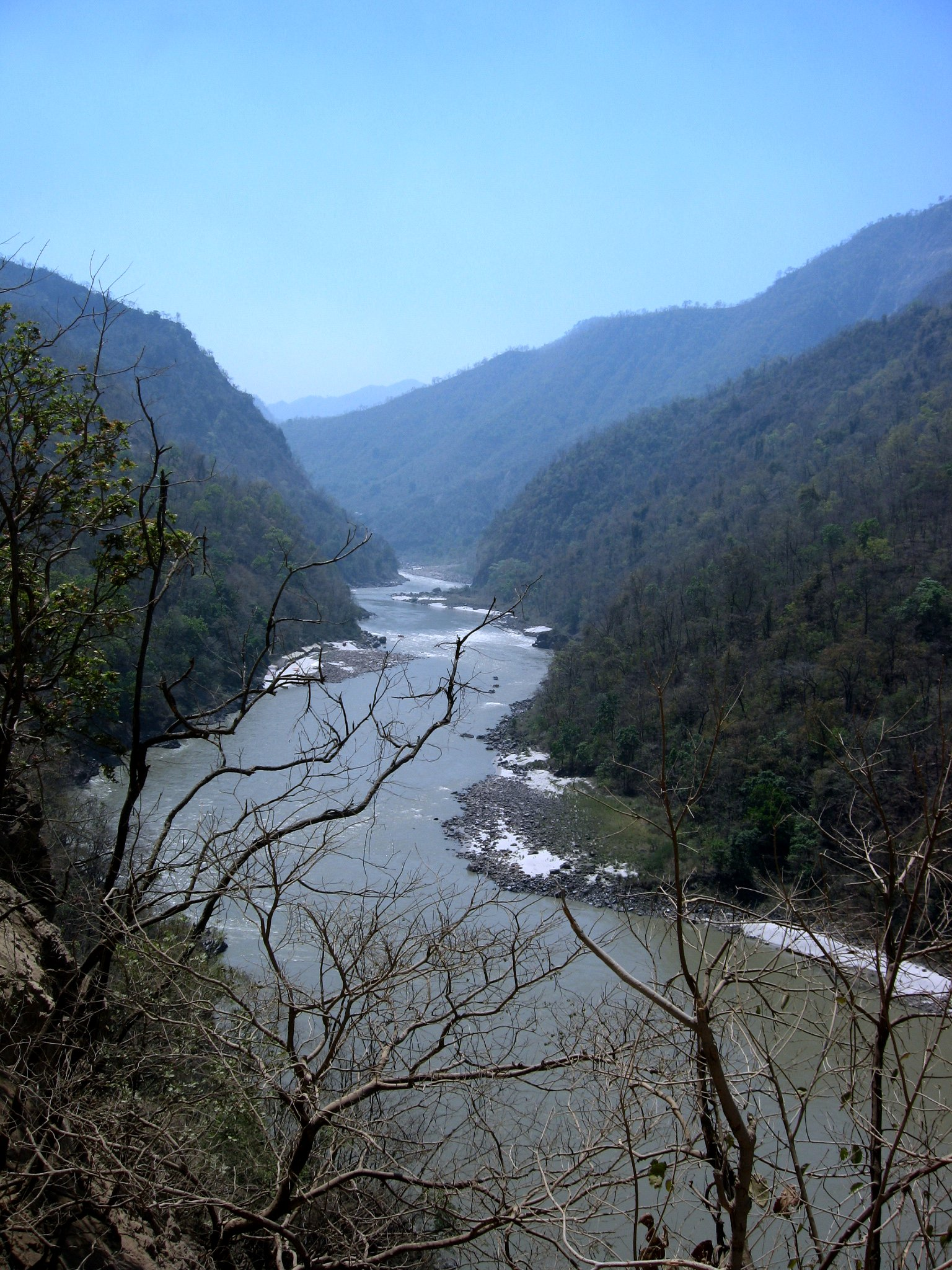
El río Ganges atravesando las montañas Siwalik.

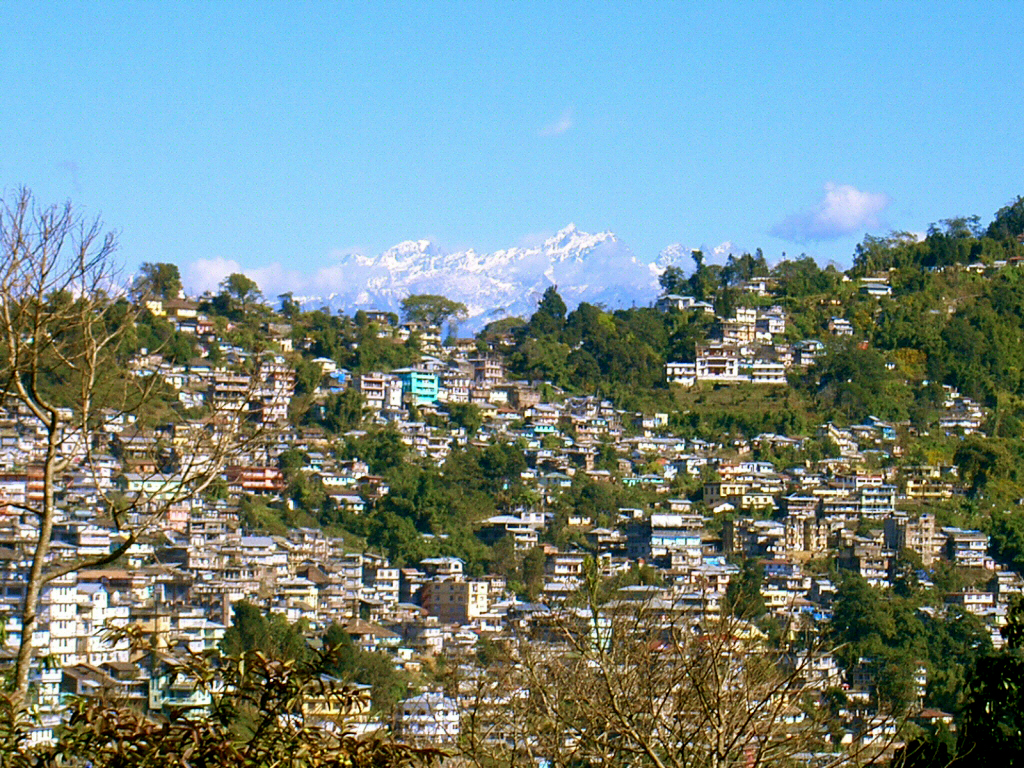
La ciudad de Kalimpong vista desde una colina distante. En el fondo, los Himalayas.

Siwalik, Sivalik o Shiwalik (en sánscrito: शिवालिक - Śivālika), a veces Otro Himalaya o Himalaya Externo, es una cordillera asiática que corre paralela al Himalaya a lo largo de más de 1600 km, entre el río Tista, en el norte de la India, y el norte de Pakistán, tras atravesar Nepal. Administrativamente, la cordillera pertenece a los estados indios de Sikkim, Himachal Pradesh, Uttarakhand y Jammu y Cachemira.
Shivalik procede de la palabra hindi y nepalés 'shiwālik parvat', शिवालिक पर्वत, que literalmente significa 'cabellera de Shiva’. Otros nombres usados son colinas Churia (en nepalí: चुरिया पर्वत), colinas Chure (चूरे पर्वत), o colinas Margalla. Antiguamente se conocía como Manak Parbat.

## Descripción
La altitud de la cresta principal oscila entre los 600 y los 1200 m, tiene numerosas ramificaciones y está cortada a intervalos por los grandes ríos que fluyen hacia el sur desde el Himalaya.
Geológicamente, está formada por areniscas y formaciones de conglomerados. El borde sur de la cordillera da lugar a un cinturón de abundante vegetación y roca permeable llamado Bhabhar, que marca la transición a las grandes llanuras. Las lluvias son muy intensas durante los monzones, y por debajo del Bhabhar hay otro cinturón formado por una zona muy húmeda llena de surgencias de agua y pantanos denominada Terai, entre los ríos Brahmaputra y Yamuna. Esta zona, que está inmediatamente por encima de las llanuras aluviales del norte de la India, se inunda durante los monzones y está infectada de mosquitos y malaria.
Al norte de Siwalik hay una cordillera algo más alta, llamada Mahabharat, con elevaciones entre 1500 y 2700 m, separada en ocasiones por valles (conocidos como duns en la India) que tienen una anchura de 10 a 20 km. En Nepal se conocen como Terai interiores.

## Prehistoria
Siwalik es conocida entre los antropólogos por la presencia aquí de restos de monos Cercopitécidos, pero sobre todo de Sivapithecus, un género extinto de primates homínidos del Mioceno, con fósiles que datan de hace 12,5 a 8,5 millones de años. 
También se han hallado aquí importantes restos fósiles de la cultura soaniense, así llamada por haberse encontrado numerosos restos líticos en el valle de Soan, pertenecientes al Paleolítico Inferior y contemporáneos de la cultura achelense .